# بيرت جيرمان
بيرت جيرمان (بالإنجليزية: Bert German)‏ هو لاعب كرة قدم أمريكية أمريكي، ولد في 19 أبريل 1873 في ماكوكيتا في الولايات المتحدة، وتوفي في 13 سبتمبر 1956 في دي موين في الولايات المتحدة.